# Михайлов, Сергей Сергеевич
Серге́й Серге́евич Миха́йлов (1912—1984) — советский экономист, дипломат. Чрезвычайный и полномочный посол.

## Биография
Член ВКП(б). Доктор экономических наук, кандидат исторических наук, профессор.
- В 1940—1941 годах — сотрудник миссии СССР в Румынии.
- В 1941—1945 годах — 1-й секретарь посольства СССР в Турции.
- В 1945—1946 годах — советник посольства СССР в Турции.
- В 1946—1948 годах — и. о. заведующего VI Европейским отделом МИД СССР.
- В 1948 году — заместитель заведующего I Европейским отделом МИД СССР.
- В 1948—1950 годах — сотрудник центрального аппарата МИД СССР.
- В 1950—1954 годах — советник посольства СССР в Италии.
- В 1954—1955 годах — заместитель заведующего I Европейским отделом МИД СССР.
- С 22 декабря 1955 по 14 декабря 1960 года — чрезвычайный и полномочный посланник СССР в Уругвае[2].
- В 1960—1961 годах — на ответственной работе в центральном аппарате МИД СССР.
- В 1961—1965 годах — директор Института Латинской Америки АН СССР.
- С 30 сентября 1965 по 30 мая 1974 года — чрезвычайный и полномочный посол СССР в Бразилии[3].
- С 24 июля 1970 по 6 января 1975 года — чрезвычайный и полномочный посол СССР в Гайане по совместительству[4].
- В 1974—1978 годах — на ответственной работе в центральном аппарате МИД СССР.

Похоронен в Москве на Кунцевском кладбище.

## Награды
- 2 ордена Красной Звезды (3 ноября 1944; 5 ноября 1945)

## Публикации
- «Процесс концентрации капитала в Бразилии» М., 1972.